# Клавдіу Крістаче
Клавдіу Крістаче (рум. Claudiu Cristache) — румунський професійний боксер, призер чемпіонату Європи.

## Аматорська кар'єра
Клаудіу Крістаче брав участь в різних міжнародних турнірах з боксу в 1990-х роках.
1992 року на молодіжному чемпіонаті світу вибув з боротьби за нагороди в чвертьфіналі.
На чемпіонаті Європи 1993 Крістаче завоював бронзову медаль в легшій вазі, здобувши перемоги над Тімофеєм Скрябіним (Молдова) і Альбертом Казанджяном (Вірменія) та програвши Роберту Цібі (Польща) в півфіналі.
1994 року на Кубку світу в Бангкокі, подолавши трьох суперників, в фіналі програв Александру Христову (Болгарія) — 8-17.
На чемпіонаті Європи 1998 в категорії до 57 кг програв в першому бою.

## Професіональна кар'єра
Протягом 2002—2004 років Крістаче провів 5 боїв на професійному рингу. Всі бої відбувалися в Іспанії.